# Министерство иностранных дел Польши
Министерство иностранных дел (пол. Ministerstwo Spraw Zagranicznych) — министерство в правительстве Польши. Отвечает за поддержание международных отношений Польши и координацию своего участия в международных и региональных наднациональных политических организациях, таких как Европейский союз и Организация Объединённых Наций. Оно считается одним из самых важных государственных ведомств. Глава министерства является полным государственным секретарем и, следовательно, имеет место в Совете министров.
На 12 июля 2023 года Министром иностранных дел Польши был Збигнев Рау

## Компетенции и обязанности министерства
Министерство иностранных дел несет ответственность в первую очередь за поддержание хороших, дружеских отношений между Польской Республикой и другими государствами. При этом оно обязано действовать в первую очередь как представитель польского народа. С этой целью все польские дипломатические миссии по всему миру находятся в подчинении у Министерства иностранных дел. Послы, в то время как получают свои полномочия от президента Польши, являются сотрудниками министерства иностранных дел и рекомендованы президенту для своих должностей министром иностранных дел.
Министерство считается одним из самых важных в Польше, министр иностранных дел занимает место в рейтинге среди самых влиятельных людей в польской политике. Эта должность, как правило, зарезервирована для опытных, профессиональных политиков, и, как полагается, требует большого такта и интеллекта.

## Отделы
Между отделами Министерства например
- Департамент Африки и Ближнего Востока
- Департамент Америки
- Департамент Азии и Тихоокеанского региона
- Департамент Европейской политики
- Департамент Комитета по европейским делам
- Департамент восточный